# مايتوتوكسين
مايتوتوكسين (MTX) هو سم حيوي قوي للغاية تنتجه Gambierdiscus toxicus [الإنجليزية]، وهو نوع من السوطيات الدوارة. وثبت أنها أقوى بمئة ألف مرة من عامل الأعصاب في إكس (VX). وإن المايتوتوكسين قوي جدًا لدرجة أنه ثبت أن الحقن داخل الصفاق بمقدار 130 نانو غرام /كجم يكون مميتًا في الفئران. سُمي المايتوتوكسين على اسم سمكة Ctenochaetus striatus [الإنجليزية] — التي تسمى "مايتو" في تاهيتي — والتي عزل المايتوتوكسين منها لأول مرة.